# Серена Ортолані
Серена Ортолані (італ. Serena Ortolani; 7 січня 1987, Равенна) — італійська волейболістка. Дворазова чемпіонка Європи. Переможниця Кубка світу і Всесвітнього кубка чемпіонів. Учасниця літніх Олімпійських ігор у Пекіні і Ріо-де-Жанейро.

## Із біографії
Найбільших успіхів на клубному рівні досягла з «Фоппапедретті» (Бергамо). У тому числі три перемоги у Лізі чемпіонів і дві — в італійській першості. У сезоні 2008/2009 її визнали найкращою волейболісткою Ліги чемпіонів. Ще два титули чемпіонки Італії здобувала в клубах «Помі» (Казальмаджоре) і «Імоко» (Конельяно), а з «Перуджою» — у Кубку виклику ЄКВ.
Кольори національної збірної захищала з 2004 по 2018 рік. Учасниця літніх Олімпійських ігор 2008 року у Пекіні і 2016 року в Ріо-де-Жанейро. Дворазова чемпіонка Європи (2007, 2009) і віцечемпіонка (2005), срібна медалістка світової першості (2018).

## Клуби
| Роки      | Команди                                         |
| --------- | ----------------------------------------------- |
| 2000–2002 | «Теодора» (Равенна)                             |
| 2002–2004 | «Клуб Італія» (Рим)                             |
| 2004–2006 | «Фоппапедретті» (Бергамо)                       |
| 2006–2007 | «Ребеккі» (П'яченца)                            |
| 2007–2008 | «Ямамай» (Бусто-Арсіціо)                        |
| 2008–2011 | «Фоппапедретті» (Бергамо)                       |
| 2011–2012 | «Скаволіні» (Пезаро)                            |
| 2013–2014 | «Ямамай» (Бусто-Арсіціо)                        |
| 2014–2015 | «Помі» (Казальмаджоре)                          |
| 2015–2017 | «Імоко» (Конельяно)                             |
| 2017–2020 | «Веро Воллей» (Монца)                           |
| 2020–2021 | «Перуджа»                                       |
| 2021–2022 | «Адольфо Консоліні» (Сан-Джованні-ін-Мариньяно) |
| 2023      | «Теодора Джованілле» (Равенна)                  |
| 2023–     | «Адольфо Консоліні» (Сан-Джованні-ін-Мариньяно) |

## Досягнення
Кубок світу
- Перше місце (1): 2007

Всесвітній кубок чемпіонів
- Перше місце (1): 2009

Чемпіонат Європи
- Перше місце (2): 2007, 2009

Ліга чемпіонів ЄКВ
- Перше місце (3): 2005, 2009, 2010
- Друге місце (1): 2017

Кубок виклику ЄКВ
- Перше місце (1): 2019

Чемпіонат Італії
- Перше місце (4): 2006, 2011, 2015, 2016

Кубок Італії
- Перше місце (2): 2006, 2017

Суперкубок Італії
- Перше місце (2): 2004, 2016

## Статистика
Статистика виступів на літніх Олімпійських іграх:
| Рік    | Турнір           | Ігри | Сети | Очки | Ср. | Місце | Примітки |
| ------ | ---------------- | ---- | ---- | ---- | --- | ----- | -------- |
| 2008   | Олімпійські ігри | 6    | 15   | 42   | 2,8 | 5     |          |
| 2016   | Олімпійські ігри | 3    | 8    | 20   | 2,5 | 9     |          |
| Всього | Всього           | 9    | 23   | 62   | 2,7 |       |          |